# Playa del Cargador
La playa del Cargador (platja del Carregador en valenciano) es una playa de arena del municipio de Alcalá de Chivert, en la provincia de Castellón (España).
Esta playa limita al norte con rocas y al sur con la playa de la Romana, y tiene una longitud de 820 m, con una anchura máxima de 70 m.

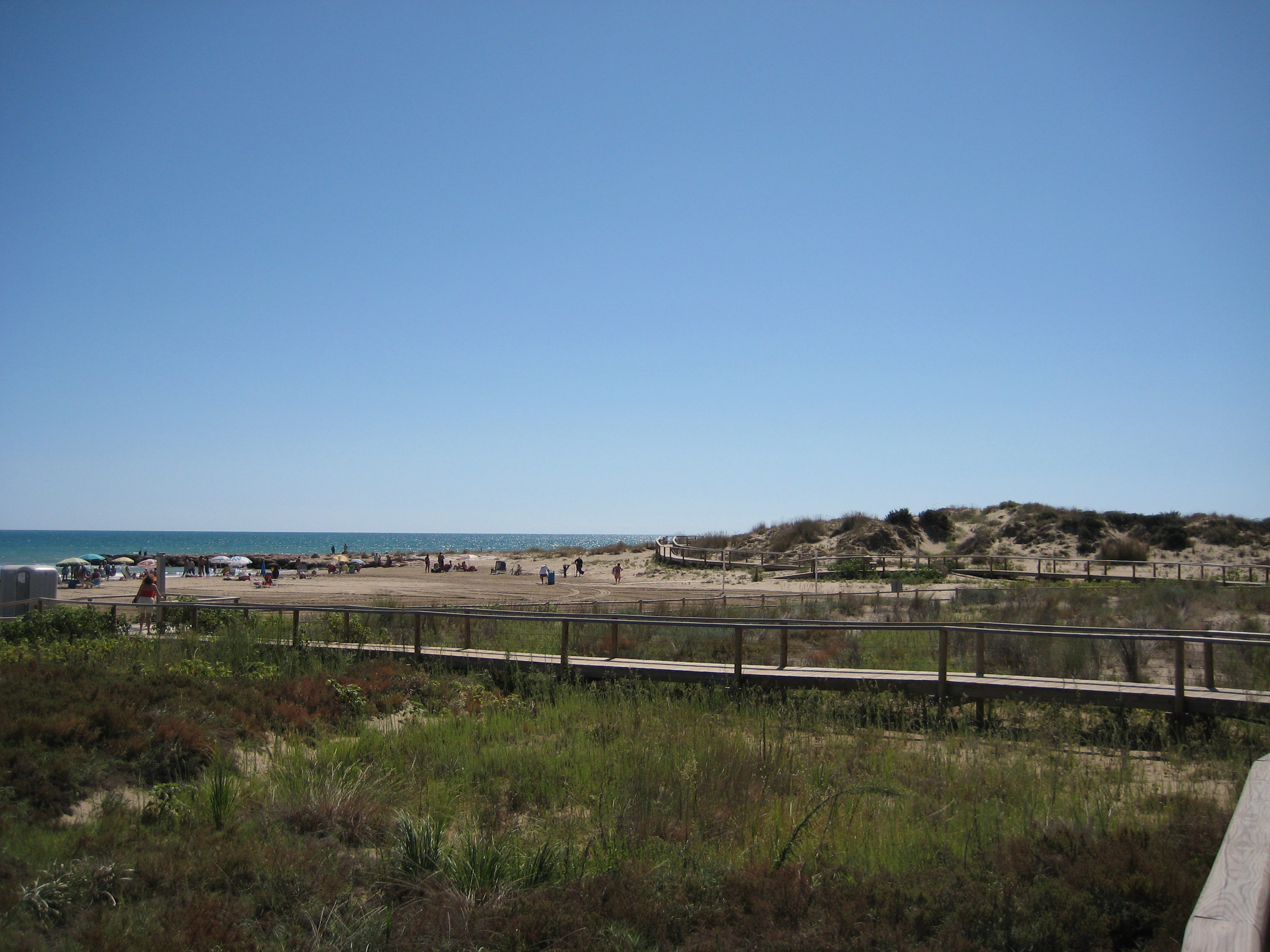
Zona protegida de la playa del Cargador, con las dunas al fondo.

Es una de las playas de arena más amplias de la zona. En uno de sus extremos se encuentra el inicio del paseo marítimo, y en el otro, en una zona conocida como Punta del Cargador o de Roquer Martí, hay unas grandes dunas formadas por arena fina y con una gran diversidad botánica, destacando una importante colonia de azucena marina que la dota de un aspecto de singular belleza.
La playa se encuentra en el entorno urbano de Alcocéber, disponiendo de acceso desde la calle. Cuenta también con paseo marítimo y aparcamiento delimitado, además de acceso para personas con discapacidad. Es una playa con zona balizada para salida de embarcaciones.
Esta playa cuenta con el distintivo de Bandera Azul desde 1988, y con los certificados de calidad ambiental ISO 9001 e ISO 14001.  